# Giovanni Venturini
Giovanni Venturini (São Paulo, 31 de outubro de 1991) é um ator, palhaço, modelo e poeta brasileiro. Ficou conhecido como Nico na novela Cúmplices de um Resgate, no SBT.

## Biografia
Natural do estado de São Paulo, Giovanni Venturini começou sua carreira como palhaço em um projeto social que realizava visitas em orfanatos, asilos e hospitais infantis, seguindo uma linha de trabalho semelhante aos Doutores da Alegria, em 2007. Em 2011, foi convidado para a montagem do espetáculo “A Roda”, da Cia. Circodança, espetáculo inclusivo que retrata o dia-a-dia de um circo através da mistura do teatro, dança, circo, música e cinema. Em 2012, o ator foi convidado pela Banda Mirim para participar de algumas de suas peças já consagradas. No ano seguinte, entrou em cartaz com a peça “O Fantasma do Som” da mesma companhia. Seu último grande trabalho no teatro foi a peça “A Fantástica Casa de Bonecas”, baseada no texto de Henrik Ibsen, direção de Clarisse Abujamra.
Sua carreira na televisão começou em 2012 quando interpretou Moacyr na série Família Imperial, direção de Cao Hamburguer. Em 2013, integrou o elenco do remake de Chiquititas no SBT, interpretando o advogado Dr. Golias Pequenotti. De 2015 a 2016, Giovanni interpretou Nico, o mal humorado ajudante de sapateiro do vilarejo, na novela Cúmplices de um resgate.
Sempre apaixonado por poesia, Giovanni frequenta diversos saraus e slams realizados na capital e assim escreveu seu primeiro livro de poesias intitulado “Anão ser”, lançado em 2015, pelo selo DoBurro (independente). A obra reúne versos que refletem as vivências do autor com toques de ludicidade e descoberta.

## Vida pessoal
Filho de professores, a literatura e o teatro sempre estiveram presentes na sua vida. O ator, que tem nanismo, encontrou na arte uma maneira de se expressar, desde cedo. Giovanni busca por papéis que fujam dos estereótipos ligados às pessoas com nanismo, deseja ser reconhecido pelo seu talento e não pela sua condição física.
Ele fez uma participação no programa “Histórias Extraordinárias” do National Geographic. O episódio sobre nanismo acompanhou a rotina do ator, mostrando sua relação com o nanismo, com seus pais e sua profissão.

## Carreira

### Televisão
| Ano  | Título                                   | Personagem            | Notas                     |
| ---- | ---------------------------------------- | --------------------- | ------------------------- |
| 2025 | Dias Perfeitos                           | Miguel                |                           |
| 2024 | Justiça 2                                | Elias                 |                           |
| 2021 | Os Ausentes                              | Onofre                | Episódio: "Tetsuo"        |
| 2018 | Confissões Médicas                       | Sávio                 | Episódio: "Olho de Peixe" |
| 2015 | Cúmplices de um Resgate                  | Nico Sardinha         |                           |
| 2014 | Patrulha Salvadora                       | Gulosito              |                           |
| 2013 | Chiquititas                              | Dr. Golias Pequenotti |                           |
| 2013 | Mundo Canibal                            | Anão de circo         |                           |
| 2012 | Família Imperial                         | Moacyr                |                           |
| 2012 | Elmiro Miranda Show                      | Beto                  |                           |
| 2019 | Renault Kwid Outsider: Caverna do Dragão | Mestre dos Magos      | comercial de TV           |

### Cinema
| Ano  | Título                      | Personagem       | Notas          |
| ---- | --------------------------- | ---------------- | -------------- |
| 2022 | Maior que o Mundo           | Altair           |                |
| 2022 | Big Bang                    | Chico            | Curta-metragem |
| 2021 | O Grande Poeta              | —                | Curta-metragem |
| 2021 | A Sogra Perfeita            | Pires            |                |
| 2021 | Veneza                      | Anão pequerrucho |                |
| 2017 | Noção de Sonho              | Marcos           | Curta-metragem |
| 2016 | Mundo 42                    | —                | Curta-metragem |
| 2014 | O Estripador da Rua Augusta | —                | Curta-metragem |

### Teatro
| Ano  | Título                       | Direção           |
| ---- | ---------------------------- | ----------------- |
| 2017 | Branca de Neve e Zangado     | Mira Haar         |
| 2015 | A Fantástica Casa de Bonecas | Clarisse Abujamra |
| 2014 | Vida de Circo                | Carlos Amorim     |
| 2013 | Missa do Galho               | Hugo Possolo      |
| 2013 | O Fantasma do Som            | Marcelo Romagnol  |
| 2013 | A Roda                       | Carlos Amorim     |
| 2011 | Provocações de Amor          | Jorge Venturini   |

### Internet
| Ano  | Título               | Notas      |
| ---- | -------------------- | ---------- |
| 2012 | Marx was Santa Claus | Videoclipe |